# Gran Premio de Portugal de Motociclismo de 2008
El Gran Premio de Portugal de Motociclismo de 2008 (oficialmente bwin.com Grande Prémio de Portugal Circuito Estoril) fue la tercera prueba del Campeonato del Mundo de Motociclismo de 2008. Tuvo lugar en el fin de semana del 11 al 13 de abril de 2008 en el Autódromo do Estoril en Estoril, Portugal.
La carrera de MotoGP fue ganada por Jorge Lorenzo, seguido de Dani Pedrosa y Valentino Rossi. Álvaro Bautista ganó la prueba de 250 cc, por delante de Marco Simoncelli y Mika Kallio. La carrera de 125 cc fue ganada por Simone Corsi, Joan Olivé fue segundo y Nicolás Terol tercero.

## Resultados

### Resultados MotoGP
| Pos.    | N.º | Piloto           | Constructor | Vueltas | Tiempo/Retirado | Parrilla | Puntos |
| ------- | --- | ---------------- | ----------- | ------- | --------------- | -------- | ------ |
| 1       | 48  | Jorge Lorenzo    | Yamaha      | 28      | 45:53.089       | 1        | 25     |
| 2       | 2   | Dani Pedrosa     | Honda       | 28      | +1.817          | 2        | 20     |
| 3       | 46  | Valentino Rossi  | Yamaha      | 28      | +12.723         | 3        | 16     |
| 4       | 5   | Colin Edwards    | Yamaha      | 28      | +17.223         | 5        | 13     |
| 5       | 21  | John Hopkins     | Kawasaki    | 28      | +23.752         | 10       | 11     |
| 6       | 1   | Casey Stoner     | Ducati      | 28      | +26.688         | 9        | 10     |
| 7       | 52  | James Toseland   | Yamaha      | 28      | +32.631         | 6        | 9      |
| 8       | 7   | Chris Vermeulen  | Suzuki      | 28      | +36.382         | 13       | 8      |
| 9       | 65  | Loris Capirossi  | Suzuki      | 28      | +38.268         | 12       | 7      |
| 10      | 56  | Shinya Nakano    | Honda       | 28      | +39.476         | 11       | 6      |
| 11      | 15  | Alex de Angelis  | Honda       | 28      | +1:01.306       | 16       | 5      |
| 12      | 24  | Toni Elías       | Ducati      | 28      | +1:03.867       | 14       | 4      |
| 13      | 33  | Marco Melandri   | Ducati      | 28      | +1:09.525       | 17       | 3      |
| 14      | 50  | Sylvain Guintoli | Ducati      | 28      | +1:09.634       | 18       | 2      |
| 15      | 14  | Randy de Puniet  | Honda       | 28      | +1:11.542       | 8        | 1      |
| 16      | 13  | Anthony West     | Kawasaki    | 28      | +1:23.629       | 15       |        |
| Ret     | 69  | Nicky Hayden     | Honda       | 16      | Caída           | 4        |        |
| Ret     | 4   | Andrea Dovizioso | Honda       | 15      | Caída           | 7        |        |
| Fuente: |     |                  |             |         |                 |          |        |

### Resultados 250cc
| Pos.    | N.º | Piloto              | Constructor | Vueltas | Tiempo/Retirado | Parrilla | Puntos |
| ------- | --- | ------------------- | ----------- | ------- | --------------- | -------- | ------ |
| 1       | 19  | Álvaro Bautista     | Aprilia     | 26      | 44:34.257       | 2        | 25     |
| 2       | 58  | Marco Simoncelli    | Gilera      | 26      | +7.050          | 1        | 20     |
| 3       | 36  | Mika Kallio         | KTM         | 26      | +7.063          | 4        | 16     |
| 4       | 12  | Thomas Lüthi        | Aprilia     | 26      | +12.998         | 8        | 13     |
| 5       | 4   | Hiroshi Aoyama      | KTM         | 26      | +14.666         | 6        | 11     |
| 6       | 72  | Yuki Takahashi      | Honda       | 26      | +18.498         | 5        | 10     |
| 7       | 60  | Julián Simón        | KTM         | 26      | +26.812         | 11       | 9      |
| 8       | 21  | Héctor Barberá      | Aprilia     | 26      | +28.012         | 9        | 8      |
| 9       | 55  | Héctor Faubel       | Aprilia     | 26      | +28.288         | 10       | 7      |
| 10      | 52  | Lukáš Pešek         | Aprilia     | 26      | +36.966         | 12       | 6      |
| 11      | 41  | Aleix Espargaró     | Aprilia     | 26      | +38.296         | 13       | 5      |
| 12      | 25  | Alex Baldolini      | Aprilia     | 26      | +52.070         | 14       | 4      |
| 13      | 14  | Ratthapark Wilairot | Honda       | 26      | +1:13.303       | 17       | 3      |
| 14      | 90  | Federico Sandi      | Aprilia     | 26      | +1:17.592       | 20       | 2      |
| 15      | 50  | Eugene Laverty      | Aprilia     | 26      | +1:21.363       | 21       | 1      |
| 16      | 17  | Karel Abraham       | Aprilia     | 26      | +1:26.355       | 16       |        |
| 17      | 54  | Manuel Poggiali     | Gilera      | 26      | +1:27.438       | 15       |        |
| 18      | 10  | Imre Tóth           | Aprilia     | 25      | +1 vuelta       | 22       |        |
| 19      | 45  | Doni Tata Pradita   | Yamaha      | 25      | +1 vuelta       | 23       |        |
| Ret     | 15  | Roberto Locatelli   | Gilera      | 23      | Retirado        | 19       |        |
| Ret     | 75  | Mattia Pasini       | Aprilia     | 20      | Caída           | 3        |        |
| Ret     | 7   | Russell Gómez       | Aprilia     | 11      | Retirado        | 24       |        |
| Ret     | 32  | Fabrizio Lai        | Gilera      | 4       | Retirado        | 18       |        |
| Ret     | 6   | Alex Debón          | Aprilia     | 3       | Caída           | 7        |        |
| Ret     | 89  | Ho Wan Chow         | Aprilia     | 1       | Caída           | 25       |        |
| DNQ     | 91  | Sérgio Batista      | Honda       |         | No se clasificó |          |        |
| Fuente: |     |                     |             |         |                 |          |        |

### Resultados 125cc
| Pos.    | N.º | Piloto              | Constructor | Vueltas | Tiempo/Retirado | Parrilla | Puntos |
| ------- | --- | ------------------- | ----------- | ------- | --------------- | -------- | ------ |
| 1       | 24  | Simone Corsi        | Aprilia     | 23      | 40:56.168       | 1        | 25     |
| 2       | 6   | Joan Olivé          | Derbi       | 23      | +0.299          | 6        | 20     |
| 3       | 18  | Nicolás Terol       | Aprilia     | 23      | +6.355          | 3        | 16     |
| 4       | 51  | Stevie Bonsey       | Aprilia     | 23      | +14.973         | 2        | 13     |
| 5       | 99  | Danny Webb          | Aprilia     | 23      | +15.532         | 4        | 11     |
| 6       | 1   | Gábor Talmácsi      | Aprilia     | 23      | +15.868         | 9        | 10     |
| 7       | 63  | Mike Di Meglio      | Derbi       | 23      | +15.875         | 8        | 9      |
| 8       | 17  | Stefan Bradl        | Aprilia     | 23      | +17.887         | 7        | 8      |
| 9       | 33  | Sergio Gadea        | Aprilia     | 23      | +18.123         | 5        | 7      |
| 10      | 11  | Sandro Cortese      | Aprilia     | 23      | +22.613         | 20       | 6      |
| 11      | 29  | Andrea Iannone      | Aprilia     | 23      | +27.490         | 12       | 5      |
| 12      | 77  | Dominique Aegerter  | Derbi       | 23      | +27.544         | 19       | 4      |
| 13      | 44  | Pol Espargaró       | Derbi       | 23      | +28.370         | 21       | 3      |
| 14      | 60  | Michael Ranseder    | Aprilia     | 23      | +28.417         | 22       | 2      |
| 15      | 7   | Efrén Vázquez       | Aprilia     | 23      | +32.713         | 15       | 1      |
| 16      | 71  | Tomoyoshi Koyama    | KTM         | 23      | +34.002         | 11       |        |
| 17      | 27  | Stefano Bianco      | Aprilia     | 23      | +47.698         | 17       |        |
| 18      | 93  | Marc Márquez        | KTM         | 23      | +51.637         | 26       |        |
| 19      | 73  | Takaaki Nakagami    | Aprilia     | 23      | +51.679         | 24       |        |
| 20      | 5   | Alexis Masbou       | Loncin      | 23      | +51.717         | 25       |        |
| 21      | 45  | Scott Redding       | Aprilia     | 23      | +1:07.908       | 10       |        |
| 22      | 30  | Pere Tutusaus       | Aprilia     | 23      | +1:15.894       | 23       |        |
| 23      | 13  | Dino Lombardi       | Aprilia     | 23      | +1:19.975       | 33       |        |
| 24      | 95  | Robert Mureșan      | Aprilia     | 23      | +1:39.194       | 30       |        |
| 25      | 36  | Cyril Carrillo      | Honda       | 23      | +1:39.218       | 34       |        |
| 26      | 14  | Axel Pons           | Aprilia     | 23      | +1:43.956       | 32       |        |
| 27      | 76  | Iván Maestro        | Aprilia     | 22      | +1 vuelta       | 31       |        |
| 28      | 37  | Karel Pešek         | Aprilia     | 22      | +1 vuelta       | 35       |        |
| Ret     | 38  | Bradley Smith       | Aprilia     | 12      | Caída           | 13       |        |
| Ret     | 8   | Lorenzo Zanetti     | KTM         | 12      | Retirado        | 28       |        |
| Ret     | 22  | Pablo Nieto         | KTM         | 11      | Retirado        | 14       |        |
| Ret     | 16  | Jules Cluzel        | Loncin      | 8       | Retirado        | 27       |        |
| Ret     | 12  | Esteve Rabat        | KTM         | 7       | Retirado        | 18       |        |
| Ret     | 35  | Raffaele De Rosa    | KTM         | 6       | Caída           | 16       |        |
| Ret     | 56  | Hugo van den Berg   | Aprilia     | 0       | Caída           | 29       |        |
| DNS     | 19  | Roberto Lacalendola | Aprilia     |         | No participó    |          |        |
| WD      | 69  | Louis Rossi         | Honda       |         | Abandono        |          |        |
| Fuente: |     |                     |             |         |                 |          |        |